# Monashee Mountains
Monashee Mountains är en bergskedja i Kanada.   Den ligger i provinsen British Columbia, i den södra delen av landet, 3 200 km väster om huvudstaden Ottawa.
I omgivningarna runt Monashee Mountains växer i huvudsak barrskog. Runt Monashee Mountains är det mycket glesbefolkat, med 2 invånare per kvadratkilometer.